# Železniki
Železniki je grad i središte istoimene općine u sjeverozapadnome dijelu središnje Slovenije, zapadno od Škofje Loke i Ljubljane. Grad pripada pokrajini Gorenjskoj i statističkoj regiji Gorenjskoj.

## Stanovištvo
Prema popisu stanovništva iz 2002. godine Železniki je imao 3.156 stanovnika.

## Vanjske poveznice
- Službena stranica općine
- Satelitska snimka naselja  Arhivirana inačica izvorne stranice od 29. srpnja 2017. (Wayback Machine)

## Veze
Autobusom do Škofje Loke (14 km) ili Kranja (28 km - kroz Dražgoše i Besnicu), a odavde vlakom ili isto tako autobusom do Ljubljane (20 km iz Škofje Loke i 23 km iz Kranja).

## Lokacija
Dobro klimatiziran mali grad nalazi se između vrhova Špika, Hujske, Zavrnika i Rožnika u Selški dolini.

## Izletišta i okolina
Turistički značaj Železnika sastoji se u ljepoti njegovih pejsaža, prijatnom ljetnom hladu, mogućnostima za kupanje i ribolov u rijeci Sori i - najvažnijeg - planinarjenja i turnog skijanja na planinama u okolini: 
- Blegoš (1562 m visine, 4 do 5 sati hoda, početak u selu Zali Log),
- Ratitovec (1666 m, Koča na Ratitovcu i teretna žičara s južne strane, početno mjesto može biti Podlonk, 5 km iz Železnika),
- Stari Vrh (1205 m, Koča na Starom Vrhu (visina od 1102 m), početak u Martinjom Vrhu, 8 km iz Železnika, s dobrim skijaškim terenima i nekoliko modernih skijaških uspinjača), nekoliko zapadnije
- Porazen (1630 m, planinarskom kućom na vrhu) i nešto niži Lubnik iznad Škofje Loke (1023 m, Koča na Lubniku) i ostale niže planine u okolini Železnika.